# Beslen Island
Beslen Island (englisch; bulgarisch остров Беслен ostrow Beslen) ist eine in ost-westlicher Ausrichtung 240 m lange, 90 m breite und felsige Insel im Archipel der Südlichen Shetlandinseln. Sie liegt 1,67 km nordöstlich des Kap Wallace und 0,84 km nördlich von Prisad Island vor der Nordküste von Low Island.
Britische Wissenschaftler kartierten sie 2009. Die bulgarische Kommission für Antarktische Geographische Namen benannte sie 2013 nach der Ortschaft Beslen im Südwesten Bulgariens.